# سد اندکالکا
سد اندکالکا (به لاتین: Andekaleka Dam) یک سد وزنی و نیروگاه برقابی در ماداگاسکار است که در Andekaleka, Analamanga Region واقع شده‌است.